# Martin Fribrock
Martin Fribrock (født 28. august 1984) er en svensk tidligere fodboldspiller, der spillede for Esbjerg fB. Fribrock er bror til Henrik Fribrock, der også er fodboldspiller.

## Karriere
Martin startede sin karriere i Askeröds IF og flyttede til Allsvenskan-klubben Helsingborgs IF i 2000 i en alder af 16 år. Her blev han i 4 sæsoner, indtil han i 2005 skiftede til Halmstads BK, hvor han dog fik revet sit korsbånd over, inden sæsonen startede. Han vendte tilbage til holdet senere i 2005 og spillede stort set alle kampe for klubben, indtil han i sommeren 2008 skiftede til Esbjerg fB i den danske Superliga. På dette tidspunkt toppede han listen over spillere med flest assists i den bedste svenske liga.